# You Say GoodBye, I Say Hello
You Say GoodBye, I Say Hello is de zevende aflevering van het negende seizoen van het tienerdrama Beverly Hills, 90210, die voor het eerst werd uitgezonden op 18 november 1998.

## Plot
Noah is weer op een avond flink aan het drinken geslagen, de volgende morgen ziet hij zijn auto met flinke beschadigingen aan de voorkant en vraagt zich af wat hij gedaan heeft. Als het bekend wordt dat er iemand aangereden is en de dader is doorgereden, denkt Noah dat hij diegene is geweest. Hij biecht dit op tegenover Donna waarna zij hem meeneemt naar het politiebureau om zichzelf aan te laten geven. Bemand door emotie gaat Noah weer drinken en dit neemt Donna hem kwalijk, Noah drinkt weer omdat de persoon die aangereden is overleden is. De volgende morgen hoort Noah dat de persoon die de aanrijding veroorzaakt heeft opgepakt is, wat betekent dat Noah onschuldig is in deze kwestie.
Donna en Kelly zijn op een optreden van kunstschaatssters en zien dan de nicht van Donna, Gina, die daar ook aan meegedaan heeft. Gina vertelt dat zij goed bezig is en eigenlijk wel beroemd is. Wat Donna niet weet is dat zij net uit het team gezet is en niets meer heeft. Gina wordt in de vriendengroep opgenomen en zij ziet wel iets in Noah en brengt met hem de tijd door op een kermis. Gina wordt jaloers als zij ziet hoe Noah naar Donna toetrekt en wil dat hij bij haar komt. Donna is hiervan niet op de hoogte en biedt haar een kamer aan in haar appartement. Als Gina alleen is dan belt zij met haar moeder en dan blijkt dat de liefde in de familie ver te zoeken is (de moeder van Gina is een zus van de moeder van Donna).
David werkt tegenwoordig als een radiopresentator vanuit de After Dark en behandeld daar telefoontjes van luisteraars, zo komt hij in contact met een meisje genaamd Denise en er ontstaat een klik en brengen samen de nacht door. Later komt hij erachter dat zij minderjarig is en dat haar ouders een aanklacht willen indienen tegen David vanwege seks met een minderjarige. Als David dit bespreekt met Matt dan hoort hij van hem dat hij in flinke moeilijkheden zit.
Steve en Janet hebben steeds meer momenten seks en dat vinden zij allebei vreemd, Janet wil geen vaste relatie met Steve. Steve echter begint steeds meer te voelen voor Janet.
Nu Brandon weg is, is er niemand die Valerie beschermt tegen hatelijkheden van de rest en dit komt Kelly goed uit en begint Valerie het leven zuur te maken. Valerie wil voor de vriendengroep lekker gaan koken en Kelly veroorzaakt dat niemand komt en dit maakt Valerie machteloos, zo erg dat zij besluit om terug te gaan naar haar moeder in Buffalo (New York). Zij neemt afscheid en gaat weg. Als zij net weg is, wordt er aangebeld. Tot ieders grote verrassing staat Dylan McKay voor de deur.
Kelly en Matt beginnen steeds meer voor elkaar te voelen en dat komt tot een kus.
N.B. Dit is de laatste aflevering van Tiffani Thiessen als Valerie Malone, zij komt eenmaal terug met een gastoptreden in de laatste aflevering Ode to Joy.

## Rolverdeling
- Jennie Garth - Kelly Taylor
- Ian Ziering - Steve Sanders
- Brian Austin Green - David Silver
- Tori Spelling - Donna Martin
- Tiffani Thiessen - Valerie Malone
- Luke Perry - Dylan McKay
- Joe E. Tata - Nat Bussichio
- Lindsay Price - Janet Sosna
- Daniel Cosgrove - Matt Durning
- Vanessa Marcil - Gina Kincaid
- Vincent Young - Noah Hunter
- Christa Sauls - Denise O'Lare
- Tricia O'Neil - mevr. O'Lare